# Palirisa annamensis
Palirisa annamensis är en fjärilsart som beskrevs av Clayton Dissinger Mell 1929. Palirisa annamensis ingår i släktet Palirisa och familjen Eupterotidae. Inga underarter finns listade i Catalogue of Life.